# إيزيدور غانسبيرغ
إيزيدور آرثر غانسبيرغ (بالمجرية: Gunsberg Izidor)‏ (بشت، 1 نوفمبر 1854 - لندن، 2 ماي 1930) لاعب شطرنج مجري ثم بريطاني قوي، معروف بخسارته بفارق بسيط أمام شتاينيتز في بطولة العالم للشطرنج 1890-1891.

## سيرته
بدأ غينسبرغ مسيرته بصفته اللاعب الذي يتحكم عن بعد في آلي الشطرنج مفيستو، غير أنه أصبح لاحقا لاعبا محترفا وسافر إلى بريطانيا العظمى في 1876 ليتحصل على الجنسية البريطانية في 1908.
في نهاية العقد 1880 وبداية 1890 كان غانسبيرغ أحد أفضل اللاعبين في العالم وفاز بفارق مريح في بطولة وطنية بلندن في 1885، وبعد عدة أسابيع فاز بالمؤتمر الرابع للشطرنج الألماني في هامبورغ، وفي مقابلات تنافسية هزم جوزيف بلاكبيرن وهنري بيرد في 1886، في 1887 تشارك المركز الأول مع أموس بورن في بطولة لندن، وفي 1890 تعادل في مقابلة تحدي مع ميخائيل شيغورين المتحدي السابق لبطل العالم ولاحقا بنفس ذلك العام تحدى غانسبيرغ ويليام شتاينيتز على لقب العالم، فجرت المباراة في مدينة نيويورك وخسر بنتيجة 4 انتصارات 6 هزائم و9 تعادلات.
في 1916 رفع قضية ضد جريدة أخبار المساء بدعوى الاتهام الباطل بأن عموده في الصحفي يحتوي أخطاء فادحة، وفاز بالقضية بعد قبلت المحكمة البريطانية العليا طلبا تفسيريا بأنه في قضايا الشطرنج الإغفال 8 مرات لا يساوي خطأ فادحا.

## روابط خارجية
- إيزيدور غانسبيرغ على موقع مباريات الشطرنج (الإنجليزية)
- إيزيدور غانسبيرغ على موقع 365Chess.com (الإنجليزية)
- إيزيدور غانسبيرغ على موقع Chesstempo.com (الإنجليزية)